# Oščadnica
Oščadnica je naseljeno mjesto u okrugu Čadca u Žilinskom kraju u Slovačkoj.

## Stanovništvo
| Godina:     | 1993. | 2003.   | 2013.   | 2023.   |
| ----------- | ----- | ------- | ------- | ------- |
| Broj ljudi: | 5546  | 5681    | 5639    | 5755    |
| Razlika:    |       | +2,43 % | -0,73 % | +2,05 % |

| Godina:     | 2022. | 2023.   |
| ----------- | ----- | ------- |
| Broj ljudi: | 5747  | 5755    |
| Razlika:    |       | +0,13 % |

Prema podatcima o broju stanovnika iz 2023. godine naselje je imalo 5755 stanovnika.

## Vanjske poveznice
|  | Zajednički poslužitelj ima još gradiva o temi Oščadnica |

- Službena stranica naselja (sl.)